# تاكيشي أونو (لاعب كرة قاعدة)
تاكيشي أونو (باليابانية: 青野毅؛ بالكانا: あおの たけし) هو لاعب كرة قاعدة ياباني، ولد في 12 يناير 1983 في Bonotsu, Kagoshima ‏ في اليابان.

## وصلات خارجية
- تاكيشي أونو على موقع الدوري الياباني لكرة القاعدة (الإنجليزية)
- تاكيشي أونو على موقعبيزبول رفرنس.كوم (الدوري الثانوي) (الإنجليزية)